# Tribut envoyé par les Animaux à Alexandre
Tribut envoyé par les Animaux à Alexandre est la douzième fable du livre IV de Jean de La Fontaine situé dans le premier recueil des Fables de La Fontaine, édité pour la première fois en 1668.
Cette fable a pour source un texte de l'humaniste franc-comtois Gilbert Cousin intitulé "De Jovis Ammonis Oraculo" (De l'oracle de Jupiter Ammon) publié dans son recueil de fables Narrationum Sylva à Bâle en 1567.

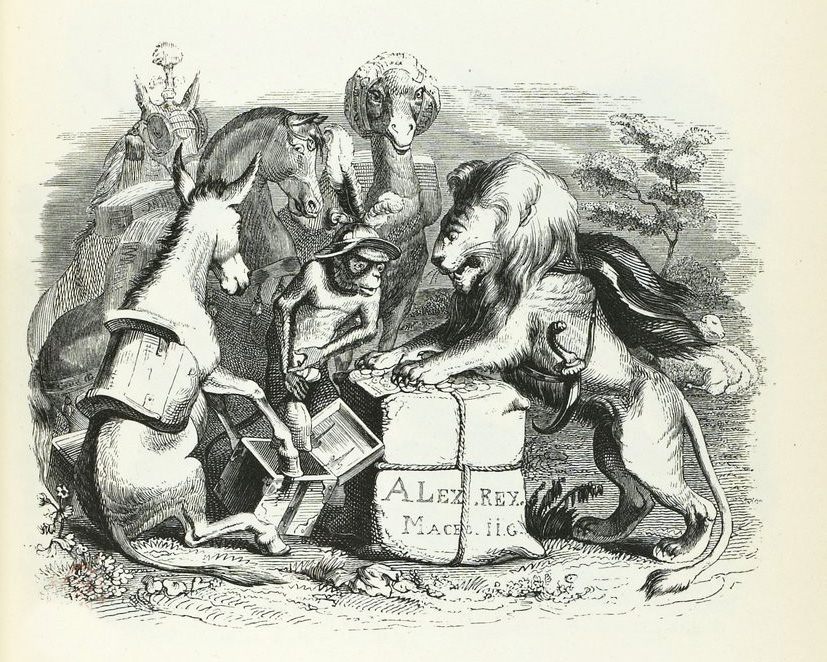
Dessin de Grandville (1838-1840)

## Texte
TRIBUT ENVOYÉ PAR LES ANIMAUX À ALEXANDRE
[Gilbert Cousin]

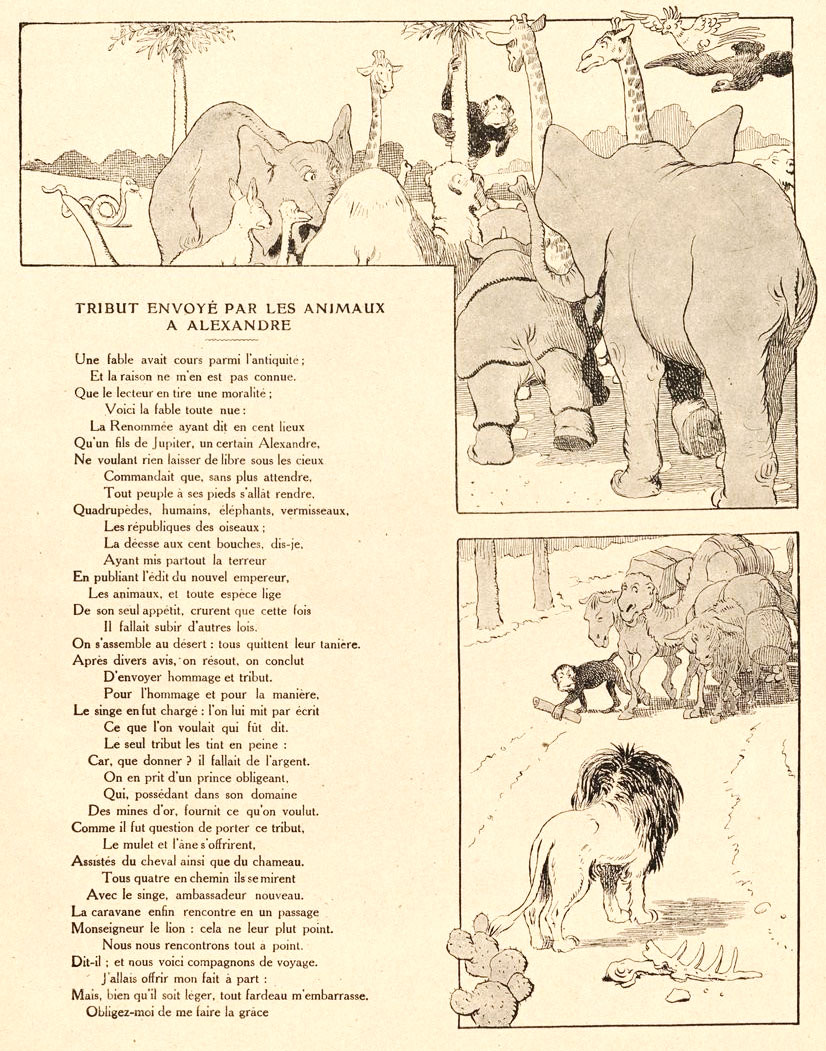
Bande dessinée de Benjamin Rabier (1906) (début)

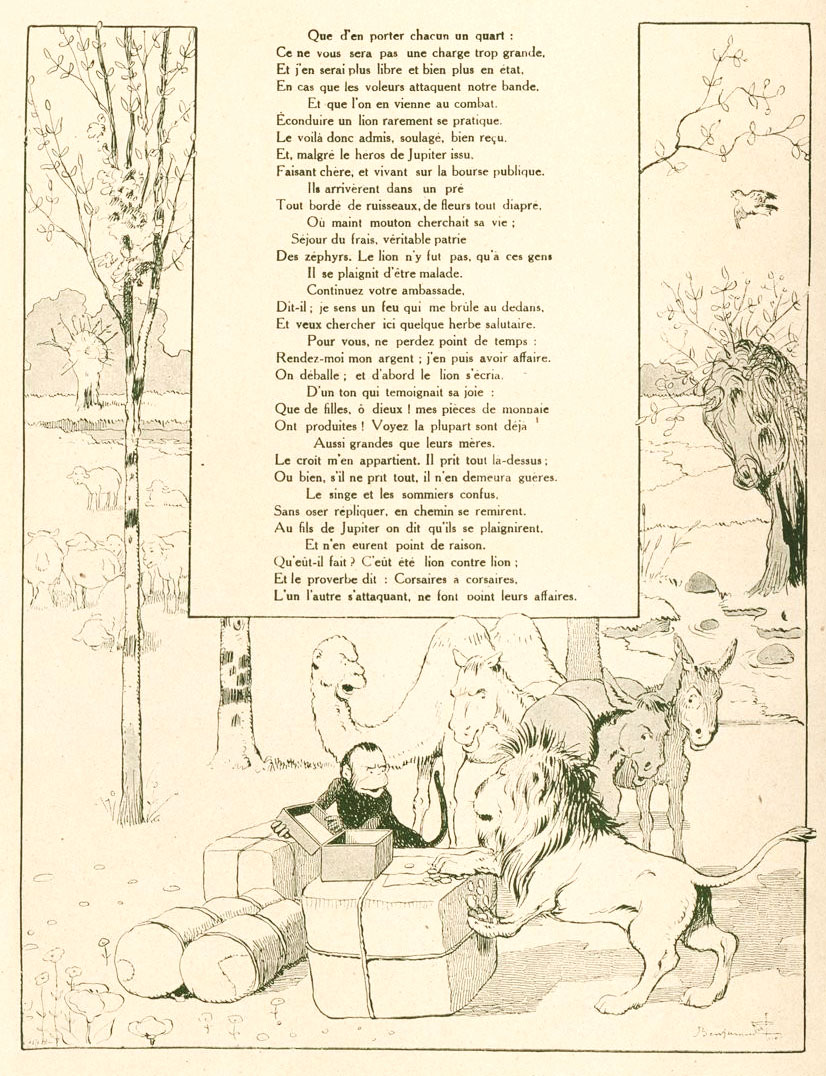
Bande dessinée de Benjamin Rabier (1906) (fin)

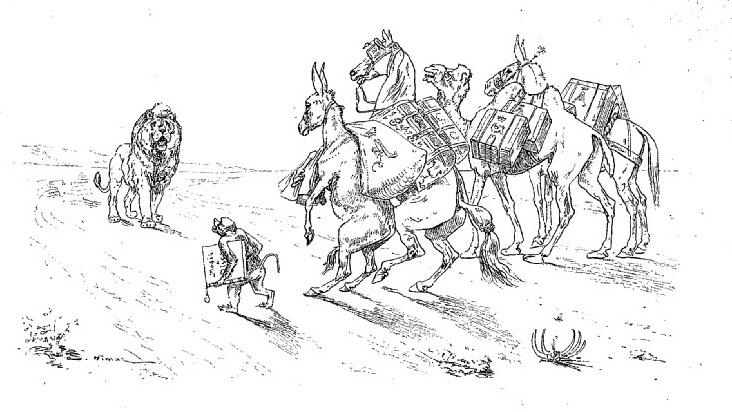
Dessin d'Auguste Vimar (1897)

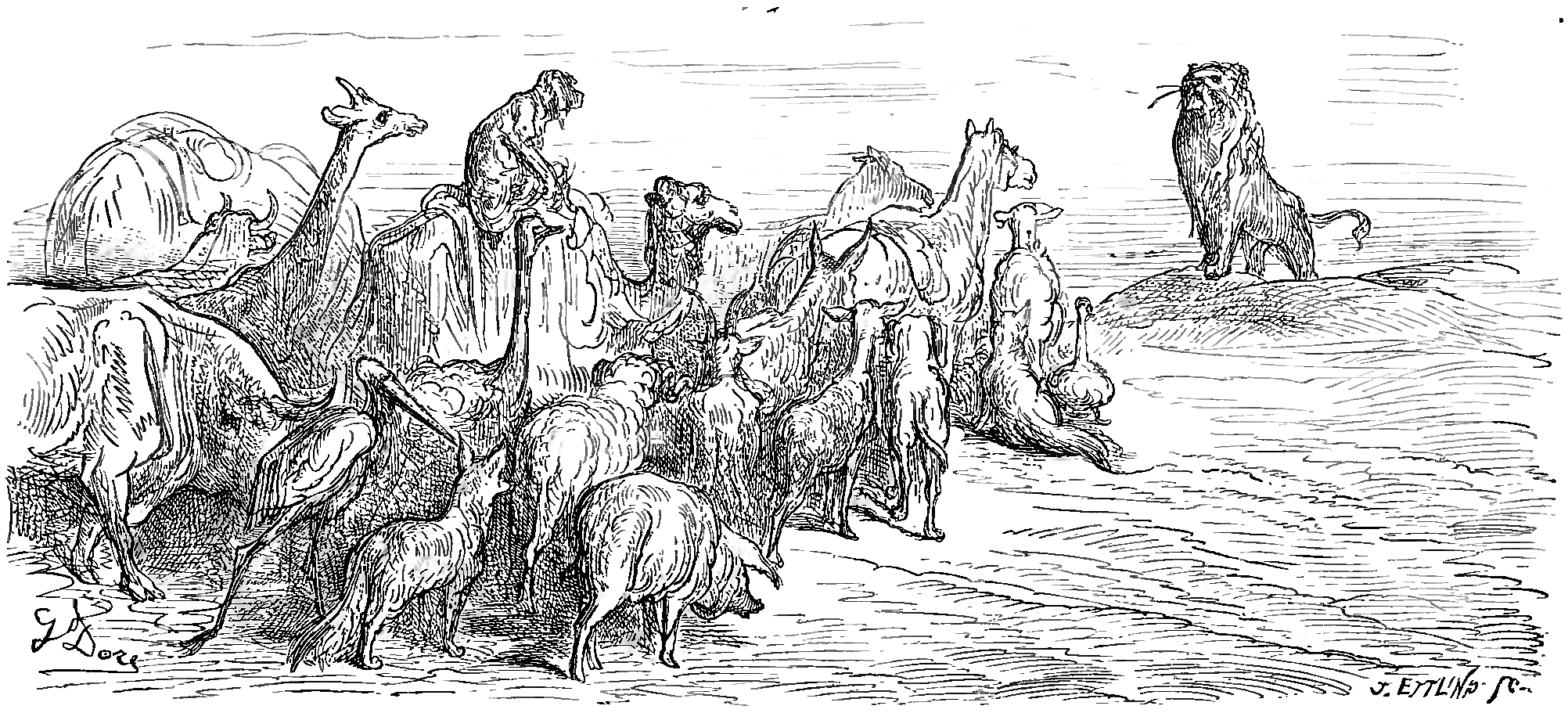
Gravure de Gustave Doré (1876)

Une fable avait cours parmi l'Antiquité,

         Et la raison ne m'en est pas connue.

 Que le lecteur en tire une moralité.

                      Voici la fable toute nue.

         La Renommée ayant dit en cent lieux

 Qu'un fils de Jupiter, un certain Alexandre (1),

 Ne voulant rien laisser de libre sous les cieux,

                      Commandait que, sans plus attendre,

                      Tout peuple à ses pieds s'allât rendre,

 Quadrupèdes, humains, éléphants, vermisseaux,

                      Les républiques des oiseaux ;

                      La Déesse aux cent bouches (2), dis-je,

                      Ayant mis partout la terreur

 En publiant l'édit du nouvel empereur,

         Les Animaux, et toute espèce lige (3)

 De son seul appétit, crurent que cette fois

                      Il fallait subir d'autres lois.

 On s'assemble au désert. Tous quittent leur tanière.

 Après divers avis, on résout, on conclut

                      D'envoyer hommage et tribut (4).

                      Pour l'hommage et pour la manière,

 Le Singe en fut chargé : l'on lui mit par écrit

                      Ce que l'on voulait qui fût dit.

                      Le seul tribut les tint en peine : 

         Car que donner ? il fallait de l'argent.

                      On en prit d'un prince obligeant,

                      Qui possédant dans son domaine

         Des mines d'or fournit ce qu'on voulut.

 Comme il fut question de porter ce tribut,

                      Le Mulet et l'Âne s'offrirent,

 Assistés du Cheval ainsi que du Chameau.

                      Tous quatre en chemin ils se mirent,

         Avec le Singe, Ambassadeur nouveau.

 La caravane enfin rencontre en un passage

 Monseigneur le Lion : cela ne leur plut point.

                      " Nous nous rencontrons tout à point,

 Dit-il, et nous voici compagnons de voyage.

                      J'allais offrir mon fait (5) à part ;

 Mais bien qu'il soit léger, tout fardeau m'embarrasse.

         Obligez-moi de me faire la grâce

                      Que d'en porter chacun un quart :

 Ce ne vous sera pas une charge trop grande,

 Et j'en serai plus libre, et bien plus en état,

 En cas que les voleurs attaquent notre bande,

                      Et que l'on en vienne au combat. "

 Éconduire un Lion rarement se pratique.

 Le voilà donc admis, soulagé, bien reçu,

 Et, malgré le héros de Jupiter issu,

 Faisant chère (6) et vivant sur la bourse publique.

            Ils arrivèrent dans un pré

 Tout bordé de ruisseaux, de fleurs tout diapré,

                      Où maint mouton cherchait sa vie :

                      Séjour du frais, véritable patrie

 Des Zéphirs. Le Lion n'y fut pas, qu'à ces gens

                      Il se plaignit d'être malade.

                      " Continuez votre ambassade,

 Dit-il ; je sens un feu qui me brûle au dedans,

 Et veux ici chercher quelque herbe salutaire.

                      Pour vous, ne perdez point de temps :

 Rendez-moi mon argent ; j'en puis avoir affaire (7). "

 On déballe ; et d'abord le Lion s'écria

                      D'un ton qui témoignait sa joie :

 " Que de filles, ô Dieux, mes pièces de monnoie

 Ont produites ! Voyez : la plupart sont déjà

                      Aussi grandes que leurs mères.

 Le croît (8) m'en appartient. " Il prit tout là-dessus ;

 Ou bien s'il ne prît tout, il n'en demeura guères.

                      Le Singe et les sommiers (9) confus,

 Sans oser répliquer en chemin se remirent.

 Au fils de Jupiter on dit qu'ils se plaignirent,

                      Et n'en eurent point de raison.

 Qu'eût-il fait ? C'eût été lion contre lion ;

 Et le proverbe dit : " Corsaires à Corsaires,

 L'un l'autre s'attaquant, ne font pas leurs affaires. " (10)
Vocabulaire
(1) Alexandre le Grand, roi de Macédoine (356-323 avant notre ère), fils de Philippe, conquérant de la Grèce et de l'Asie ; après la conquête de l'Égypte, selon l'historien latin Quinte-Curse (IV, 7), le conquérant alla consulter l'oracle de Jupiter Amon et les prêtres du temple de Jupiter l'auraient déclaré "fils de Jupiter" et "futur maître de la terre" donc reconnu comme un dieu.
(2) la Renommée est la déesse aux cent bouches, c'est ainsi que Virgile l'appelle dans l'Énéide, IV, vers 173-188
(3) lige est un terme de la féodalité. L'homme lige était le vassal lié à son suzerain. Ici, les animaux étaient liges (soumis) à leur seul appétit, avant l'édit d'Alexandre
(4) engagement et somme d'argent
(5) mon argent, mon tribut
(6) bonne chère
(7) besoin
(8) " Augmentation d'un troupeau par le surplus des petits qui y naissent" (dictionnaire de Furetière) ; ce qui résulte de la croissance (du verbe croître)
(9) animaux de somme chargés de porter les bagages : dans la fable, mulet, âne, cheval, chameau qui avaient été désignés pour porter le tribut, l'or
(10) Proverbe terminant la satire X de Mathurin Régnier (vers 133-134)